# Revocation
I Revocation sono un gruppo musicale statunitense formatosi nel 2006 e proveniente da Boston, Massachusetts. La band è stata fondata dal chitarrista e cantante David Davidson, di formazione jazzistica e ritenuto dalla critica uno dei migliori chitarristi di metal moderno,  dal bassista Anthony Buda e dal batterista Phil Dubois-Coyne, già membri del gruppo Cryptic Warning, poi scioltosi per formare i Revocation nel 2006. Dal 2015 l'unico membro originale è rimasto Davidson, principale compositore dei pezzi del gruppo. Formatosi come terzetto, la formazione è stata costituita da quattro membri nel periodo dal 2010 al 2020 e dal 2025 in poi.
Prima della firma con la Metal Blade Records, il gruppo ha pubblicato quattro album in studio: Empire of the Obscene (2008), Existence Is Futile (2009), Chaos of Forms (2011) e Revocation (2013), dei quali gli ultimi tre sotto la Relapse Records.
Successivamente vengono pubblicati Deathless (2014), Great Is Our Sin (2016), The Outer Ones (2018) e Netherheaven (2022), che seguono il successo commerciale e di critica dell'eponimo Revocation, il primo del gruppo a classificarsi nella Billboard 200.

## Storia

### Gli inizi (2000-2008)
Nel 2000 il chitarrista e cantante David Davidson, il batterista Phil Dubois-Coyne e il bassista Anthony Buda, che al tempo frequentavano il liceo a Boston, Massachusetts, formarono i Cryptic Warning, influenzati da gruppi come Guns N' Roses e Metallica. La band ha registrato la sua prima demo nel 2002 e ha guadagnato un seguito nei dintorni di Boston, esibendosi anche al di fuori del Massachusetts. La seconda demo, Internally Reviled, fu registrata nel 2004. Nel 2005 i Cryptic Warning registrarono il loro album di debutto, Sanity's Aberration, ma la band non era soddisfatta della qualità della produzione dell'album. Ricordando quelle registrazioni, Davidson ha detto: "Abbiamo registrato l'album con la persona sbagliata, quindi non abbiamo ottenuto il sound che volevamo. La produzione più pesante della discografia del nostro produttore era The Cult. Un sacco di gente lo adora ancora, i fan della old-school lo usavano per presentarsi a tutti gli spettacoli, ma noi non siamo stati molto soddisfatti di questa produzione. Abbiamo ritenuto che fosse uno degli errori che abbiamo commesso".
Nel 2006 i componenti decidono successivamente di sciogliere il gruppo e di formarne uno nuovo, sotto il nome di "Revocation". Davidson ha commentato: "Penso che, guardando un po' più in profondità, abbiamo fatto molti errori con i Cryptic Warning. Eravamo giovani e non sapevamo veramente cosa stavamo facendo, quindi Revocation per noi ha significato ripartire da zero con una tabula rasa, revocando i nostri errori del passato".
Con un cambio di direzione, i Revocation prontamente registrano una demo di tre canzoni dal titolo Summon the Spawn, e nel 2008 tornano in studio per registrare il loro primo album, Empire of the Obscene. L'album, pubblicato indipendentemente, viene promosso da un tour nazionale autofinanziato, attirando l'interesse di diverse etichette discografiche sulla band.

### Firma con la Relapse e notorietà (2009-2013)
I Revocation firmano per la Relapse Records nel 2009.
Di ritorno da un nuovo tour nazionale, il gruppo rientra in studio per registrare il suo secondo album, Existence Is Futile, uscito il 29 settembre 2009. L'album è stato descritto da AllMusic come "uno dei migliori album puramente metal del 2009", mentre Spin ha nominato i Revocation come una delle dieci band da tenere sott'occhio nel 2010. Nel mese di ottobre del 2009 la band si esibisce per la Relapse al CMJ Music Marathon. Nel 2010 entra nella band un secondo chitarrista, Dan Gargiulo, rendendo così il gruppo un quartetto.
Il 16 agosto 2011 esce il terzo album del gruppo, Chaos of Forms, che finalmente compare nelle classifiche di vendita statunitensi entrando nella Top 50 Heatseekers di Billboard, la classifica degli album più venduti settimanalmente pubblicati da artisti emergenti. Ma è il successivo album del gruppo, il quarto ed eponimo Revocation, pubblicato nell'agosto 2013, a debuttare nella Billboard 200, piazzandosi al 159º posto. Prima dell'inizio delle registrazioni di Revocation, il bassista Anthony Buda lascia la band, venendo sostituito da Brett Bamberger.

### Firma con la Metal Blade e debutto internazionale (2014-presente)
Il gruppo decide di firmare per la Metal Blade Records nell'aprile 2014, lasciando la Relapse dopo la pubblicazione di tre album in studio. Iniziano quindi le registrazioni per il quinto album, che esce con il titolo di Deathless nell'ottobre dello stesso anno. L'album debutta alla prima posizione della Top Heatseekers e alla 124ª della Billboard 200. Seguono tour in supporto a Crowbar e Cannibal Corpse, con Fit for an Autopsy, Aeon e altri, sia in Nord America che in Europa.
Nel giugno 2015 il batterista Phil Dubois-Coyne annuncia di aver lasciato la band. Viene rimpiazzato da Ash Pearson, ex membro dei 3 Inches of Blood. Il 13 novembre dello stesso anno il loro primo album, Empire of the Obscene, viene ripubblicato, remissato e rimasterizzato con l'aggiunta delle tracce presenti nell'EP del 2016 Summon the Spawn, dalla Metal Blade Records.
Great Is Our Sin, il sesto album del gruppo, viene invece pubblicato il 22 luglio 2016. Come il suo predecessore, debutta alla prima posizione della Top Heatseekers, ma si ferma alla 189ª della Billboard 200. Viene promosso dal primo tour da headliner del gruppo in Nord America.
Il 20 febbraio 2018 cominciano le registrazioni del settimo album The Outer Ones, poi pubblicato dalla Metal Blade il 28 settembre 2018. Il disco entra alla 46ª posizione della Billboard 200 e alla 64ª in Canada. Il secondo tour nordamericano da headliner del gruppo vede come supporto gli Exhumed, i Rivers of Nihil e gli Yautja. Il 20 giugno 2020 Gargiulo lascia la band, annunciando di volersi concentrare su altri obiettivi musicali e privati. La band dichiara nello stesso frangente che presto inizierà a registrare il suo ottavo album in studio, per la prima volta dopo 10 anni, come un terzetto.
Il 9 settembre 2022 viene quindi pubblicato Netherheaven, anticipato dal singolo Diabolical Majesty.
Altro singolo estratto è Re-Crucified, realizzato con la collaborazione vocale di George "Corpsegrinder" Fisher dei Cannibal Corpse e Trevor Strnad dei The Black Dahlia Murder, scomparso nel maggio 2022 e alla cui memoria l'album è stato dedicato. L'album viene promosso da un esteso tour nordamericano e dal primo tour da headliner in Europa del gruppo.
Nel gennaio 2025 i Revocation tornano con una rinnovata formazione composta da Davidson, Pearson, e i nuovi membri Alex Weber al basso (subentrato a Brett Ramberger, presente nella formazione dal 2012) e Harry Lannon come secondo chitarrista, dopo essere già stato per due anni turnista per la band, con il singolo Confines of Infinity, realizzato con la partecipazione di Travis Ryan dei Cattle Decapitation.
Segue un'altra collaborazione, con Jonny Davy dei Job for a Cowboy, nel singolo del giugno 2025 Cronenberged. I due brani anticipano la pubblicazione del nono album in studio New Gods, New Masters, che avverrà il 26 settembre dello stesso anno.

## Stile ed influenze
La musica dei Revocation è stata descritta dalla critica specializzata come una fusione tra technical death metal, thrash metal e progressive death metal.
Le caratteristiche che definiscono il suono dei Revocation includono un complesso intreccio tra chitarra e basso di riff dissonanti, bass break e assoli di chitarra uniti alla batteria spesso suonata con il doppio pedale, ritmi death metal, "breakdown" hard rock e groove metal, con voci che variano dal growl alle urla grindcore, che AllMusic definisce "ancora riconoscibili come voci umane" nonostante l'intensità. Forti influenze sono, in maniera quasi eguale, il death metal anni novanta quanto il thrash metal anni ottanta, a cui spesso si aggiungono passaggi dalle sonorità jazz e, dal settimo album The Greater Ones, black metal, con la conseguente riduzione delle sonorità thrash soprattutto nel successivo album Netherheaven, dove fanno da padrone le sonorità puramente death e, in parte, quelle black.
Alcuni recensori hanno puntualizzato che lo stile di Davidson è l'aspetto preminente del sound dei Revocation. Davidson sviluppò la sua tecnica alla chitarra frequentando il Berklee College of Music, dove si è concentrato sulla poliritmia per il jazz. Questa formazione musicale gli ha fornito maggiore conoscenza sia nel suonare che nel comporre, mentre «alcuni degli aspetti atonali del jazz gli hanno dato un diverso punto di vista su come comporre gli assoli».
Ricordando le sue prime influenze, Davidson cita Slash, Dimebag Darrell, e Marty Friedman, a cui si aggiungono Luc Lemay e Chuck Schuldiner. Davidson dice che come band i Revocation hanno una vasta gamma di influenze, e sempre secondo lo stesso fra queste vi sono gruppi come Exhorder, Dark Angel, Megadeth, Pestilence, Atheist, Gorguts, Forbidden, Spastic Ink, Martyr ed Exodus. L'ex chitarrista Dan Gargiulo ha citato i Death come la sua più profonda ispirazione nella composizione dei suoi brani per i Revocation, e ha paragonato l'alternarsi dei suoi assoli a quelli del frontman David Davidson agli scambi che Chuck Schuldiner proponeva nei suoi brani con gli altri chitarristi.
Per quanto riguarda la sezione ritmica della band, prima dell'entrata del secondo chitarrista Dan Gargiulo il sito About.com ha dichiarato che Buda e Dubois-Coyne «praticano il proprio marchio brutale con un'intensità spietata», mentre la rivista Decibel ha commentato che mentre Davidson è in assolo «il resto della band spesso non riesce a compensare». Nel 2009 AllMusic ha scritto invece che «forse, la cosa più sorprendente dei Revocation è sapere che sono un trio».

## Formazione
Formazione attuale
- David Davidson – voce, chitarra solista (2006-presente)
- Harry Lannon – chitarra ritmica (2025-presente)
- Alex Weber – basso (2025-presente)
- Ash Pearson – batteria (2015-presente)

Ex componenti
- Phil Dubois-Coyne – batteria (2006-2015)
- Anthony Buda – basso, voce secondaria (2006-2012)
- Brett Ramberger – basso (2012-2025)
- Dan Gargiulo – chitarra, voce secondaria (2010-2020)

Turnisti
- Jon "The Charn" Rice – batteria (2014)
- Alex Rüdinger – batteria (2015)
- Noah Young – chitarra ritmica, voce secondaria (2022-2023)
- Harry Lannon – chitarra ritmica, voce secondaria (2023-2024)

## Discografia

### Album in studio
- 2008 – Empire of the Obscene
- 2009 – Existence Is Futile
- 2011 – Chaos of Forms
- 2013 – Revocation
- 2014 – Deathless
- 2016 – Great Is Our Sin
- 2018 – The Outer Ones
- 2022 – Netherheaven

### EP
- 2006 – Summon the Spawn
- 2012 – Teratogenesis

### Singoli
- 2011 – Pull the Plug
- 2015 – Empire of the Obscene
- 2016 – Communion
- 2016 – Monolithic Ignorance
- 2016 – Crumbling Imperium
- 2016 – Arbiters of the Apocalypse
- 2018 – Of Unworldly Origin
- 2018 – The Outer Ones
- 2018 – Blood Atonement
- 2022 – Diabolical Majesty
- 2022 – Re-Crucified (feat. Trevor Strnad & George "Corpsegrinder" Fisher)
- 2025 – Confines of Infinity (feat. Travis Ryan)
- 2025 – Cronenberged (feat. Jonny Davy)
- 2025 – Sarcophagi of the Soul